# Baptiste Amar
Baptiste Amar (* 11. November 1979 in Gap) ist ein ehemaliger französischer Eishockeyspieler.

## Karriere

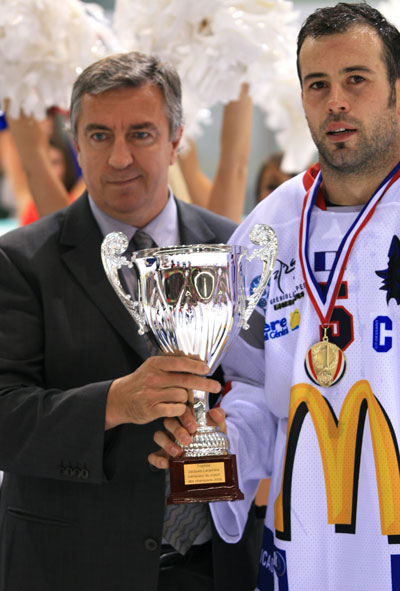
Amar (rechts) bei der Verleihung der Trophée Lacarrière durch Luc Tardif senior

Baptiste Amar begann seine Karriere als Eishockeyspieler beim Lyon Hockey Club, für den er von 1997 bis 2000 in der Ligue Magnus spielte. Anschließend verließ er den Verein und wechselte für eine Spielzeit zu deren Ligarivalen Dragons de Rouen, mit denen er am Saisonende erstmals in seiner Laufbahn Französischer Meister wurde. Nach diesem Erfolg verließ der Verteidiger das Team und studierte zwei Jahre lang an der University of Massachusetts Lowell, für deren Eishockeymannschaft er parallel in der National Collegiate Athletic Association spielte.
Im Sommer 2003 kehrte Amar nach Frankreich zurück und unterschrieb einen Vertrag bei den Brûleurs de Loups de Grenoble, mit denen er in den folgenden sechs Jahren auf nationaler Ebene sehr erfolgreich war. Mit Grenoble gewann er 2007 und 2009 jeweils den französischen Meistertitel, nachdem er 2004 bereits mit seiner Mannschaft Vizemeister geworden war. In den Jahren 2008 und 2009 gewann er mit Grenoble jeweils die Coupe de France, in der er 2004 mit seiner Mannschaft erst im Finale unterlag. In den Jahren 2007 und 2009 gewann er mit Grenoble jeweils die Coupe de la Ligue sowie 2008 und 2009 die Trophée des Champions. Auch persönlich wurde Amar, der von 2003 bis 2007 Assistenzkapitän und anschließend zwei Jahre lang Mannschaftskapitän bei Grenoble war, mehrfach ausgezeichnet. In den Jahren 2005, 2006, 2007, 2008 und 2009 wurde er jeweils in das All-Star-Team der Ligue Magnus gewählt. In den Spielzeiten 2007/08 und 2008/09 wurde er jeweils mit der Trophée Albert Hassler als wertvollster Spieler der Ligue Magnus ausgezeichnet.
Für die Saison 2009/10 erhielt Amar einen Vertrag beim Rögle BK aus der schwedischen Elitserien. Für diese erzielte er in der Hauptrunde in 51 Spielen zwei Tore und gab fünf Vorlagen und belegte mit den Schweden am Ende der Hauptrunde den letzten Tabellenplatz. Anschließend stieg er mit seiner Mannschaft in der Kvalserien in die zweitklassige HockeyAllsvenskan ab. Daraufhin kehrte er zur Saison 2010/11 wieder nach Frankreich zu den Brûleurs de Loups de Grenoble zurück, mit denen er 2011 erneut die Coupe de la Ligue gewann. Nach der Saison 2013/14 beendete er seine aktive Karriere.

### International

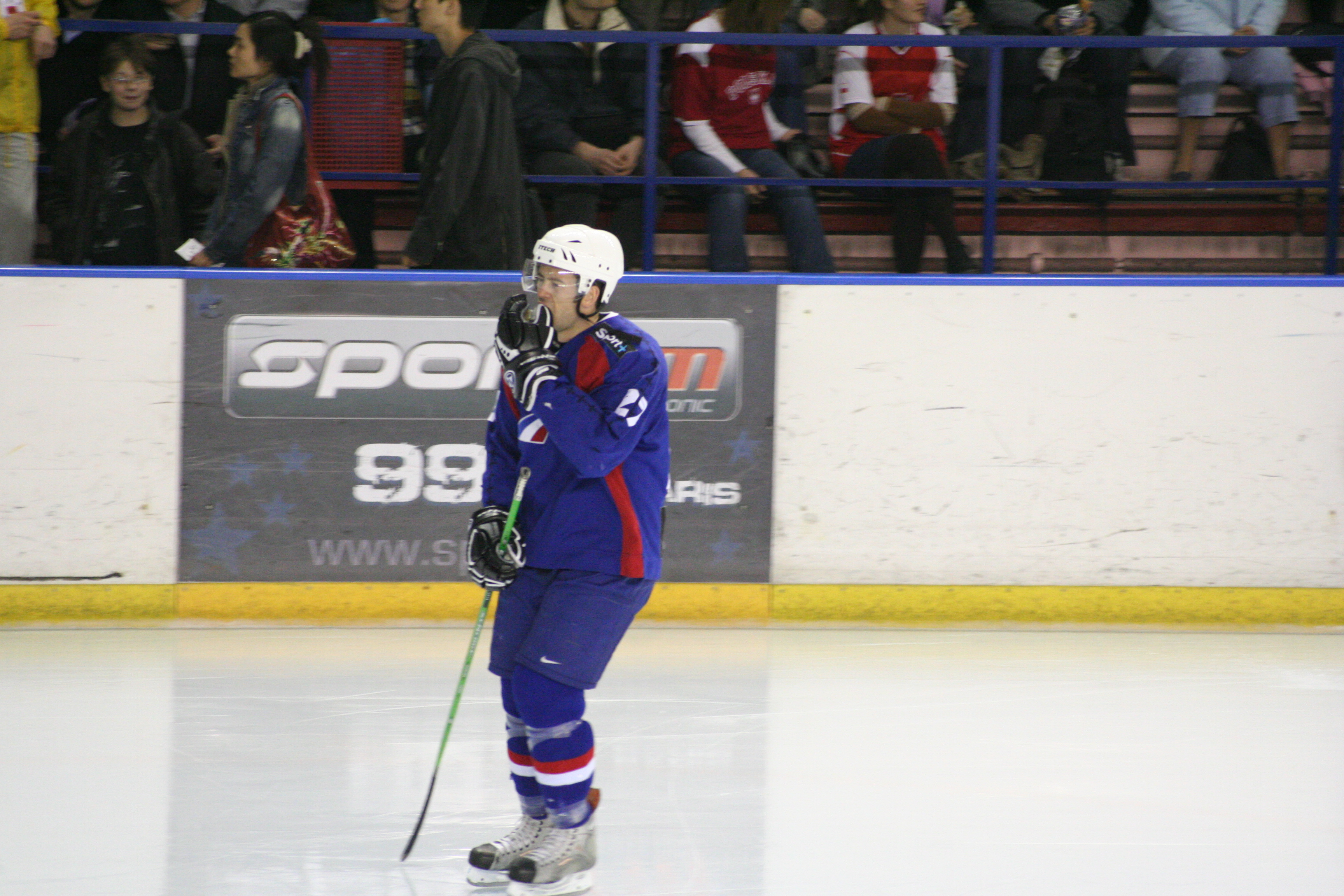
Baptiste Amar im Trikot der französischen Nationalmannschaft

Für Frankreich nahm Amar im Juniorenbereich an der U18-Junioren-B-Europameisterschaft 1997 sowie den U20-Junioren-B-Weltmeisterschaften 1997, 1998 und 1999 teil. Im Seniorenbereich stand er im Aufgebot seines Landes bei den B-Weltmeisterschaften 2001, 2002, 2003, 2005, 2006 und 2007 sowie bei den A-Weltmeisterschaften 2000, 2004, 2008, 2009, 2010, 2012 und 2014. Darüber hinaus vertrat er Frankreich bei den Olympischen Winterspielen 2002 in Salt Lake City. Bei den Weltmeisterschaften 2008 und 2010 war er jeweils Assistenzkapitän Frankreichs, bei der WM 2009 wurde er zudem zu einem der drei besten Spieler seiner Mannschaft gewählt.

## Erfolge und Auszeichnungen
| - 2001 Französischer Meister mit den Dragons de Rouen - 2004 Französischer Vizemeister mit den Brûleurs de Loups de Grenoble - 2004 Finalist Coupe de France mit den Brûleurs de Loups de Grenoble - 2005 Ligue Magnus All-Star-Team - 2006 Ligue Magnus All-Star-Team - 2007 Französischer Meister mit den Brûleurs de Loups de Grenoble - 2007 Ligue Magnus All-Star-Team - 2007 Coupe de la Ligue mit den Brûleurs de Loups de Grenoble - 2008 Ligue Magnus All-Star-Team - 2008 Coupe de France mit den Brûleurs de Loups de Grenoble | - 2008 Trophée Albert Hassler - 2008 Trophée des Champions mit den Brûleurs de Loups de Grenoble - 2009 Französischer Meister mit den Brûleurs de Loups de Grenoble - 2009 Trophée Albert Hassler (gemeinsam mit Julien Desrosiers) - 2009 Ligue Magnus All-Star-Team - 2009 Coupe de France mit den Brûleurs de Loups de Grenoble - 2009 Coupe de la Ligue mit den Brûleurs de Loups de Grenoble - 2011 Coupe de la Ligue mit den Brûleurs de Loups de Grenoble - 2018 Aufnahme in den Temple de la renommée du hockey français |

### International
- 2003 Aufstieg in die Top-Division bei der Weltmeisterschaft der Division I
- 2007 Aufstieg in die Top-Division bei der Weltmeisterschaft der Division I
- 2009 Top-3-Spieler Frankreichs bei der Weltmeisterschaft